# Villecey-sur-Mad
Villecey-sur-Mad ist eine französische Gemeinde mit 343 Einwohnern (Stand: 1. Januar 2022) im Département Meurthe-et-Moselle in der Region Grand Est (bis 2016: Lothringen). Sie gehört zum Arrondissement Toul (bis 2022: Arrondissement Briey) und ist Mitglied im Gemeindeverband Communauté de communes Mad et Moselle. Die Einwohner werden Villecelois und Villeceloises genannt.

## Geografie
Die Gemeinde Villecey-sur-Mad gehörte zur ehemaligen Provinz Trois-Évêchés und liegt am Fluss Rupt de Mad, etwa 37 Kilometer südsüdwestlich von Toul und etwa 20 Kilometer südwestlich von Metz im Regionalen Naturpark Lothringen. Umgeben wird Villecey-sur-Mad von den Nachbargemeinden Waville im Westen und Norden, Onville im Nordosten und Osten sowie Prény im Südosten und Süden.
Die Fläche der Gemeinde ist fast zur Hälfte bewaldet, fast die andere Hälfte wird landwirtschaftlich genutzt. Villecey-sur-Mad selbst liegt relativ fernab von größeren Verkehrsachsen. Die Route départementale D952 (frühere Route nationale 52bis) verläuft allerdings am gegenüberliegenden Ufer des Rupt de Mad. Die Eisenbahnstrecke von Lérouville nach Metz durchzieht das Gemeindegebiet, allerdings ohne Halt in Villecey-sur-Mad. Der nächste Halt befindet sich in der Nachbargemeinde Onville.

## Bevölkerungsentwicklung

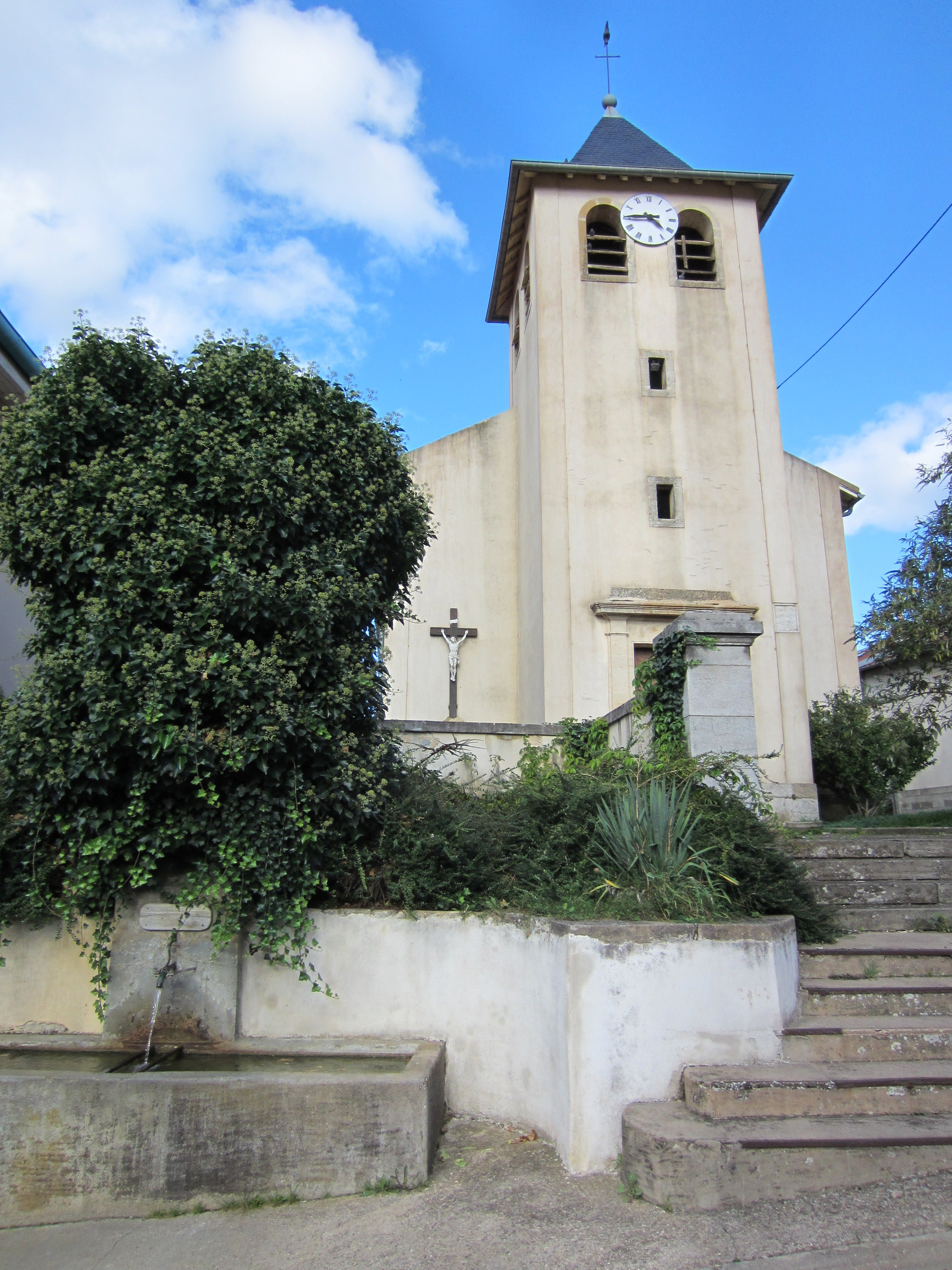
Pfarrkirche Saint-Georges

| Jahr                       | 1962 | 1968 | 1975 | 1982 | 1990 | 1999 | 2006 | 2019 |
| Einwohner                  | 217  | 199  | 162  | 199  | 209  | 248  | 305  | 340  |
| Quellen: Cassini und INSEE |      |      |      |      |      |      |      |      |

## Sehenswürdigkeiten
- Kirche Saint-Georges aus dem 18. Jahrhundert, Glockenturm aus dem 19. Jahrhundert